# Truvelo SR
Truvelo SR (SR = англ. Sniper Rifle) — сімейство снайперських гвинтівок виробництва південно-африканського підприємства Truvelo Manufacturers (Pty) Ltd.

## Історія
До сімейства SR входить шість моделей з калібром від 7,62×51 мм НАТО до 20×110 мм. Моделі відрізняються зовнішньо розмірами та різними амортизаторами віддачі. На всіх моделях викарбувано назву фірми під затвором.
Крупнокаліберна снайперська гвинтівка під патрон .50 Браунінг була розроблена підприємством Трувело в кінці 1990-их років як далекобійної протиснайперської та «проти-матеріальної» зброї (зброї для ураження неброньованої та легкоброньованої техніки та інженерних споруджень, зовнішніх електронних приладів). Заявлена ефективна дальність стрільби при використанні снайперських набоїв — до 1500 метрів, точність стрільби — порядку 1 кутової хвилини (1 МОА) на відстані 500 м (що приблизно відповідає колу з діаметром 145 мм).
Гвинтівки сімейства Truvelo SR призначені для озброєння військових та поліцейських снайперів. Розроблені та серійно виробляються підприємством Truvelo Manufacturers, що знаходиться в місті Літтлтон, ПАР.
Гвинтівки магазинні, місткість магазина залежить від патрона. Клямка магазина розташована за вікном приймача магазина. Затвор поздовжньо-ковзний, з ручною перезарядкою. Канал ствола при пострілі запирається поворотом затвора. Зверху ствольної коробки розташована універсальна планка для установки оптичних та нічних прицілів, механічний приціл відсутній. Сошки регульовані за висотою. Також регульована за висотою щока прикладу та затильник. Всередині прикладу скелетного типу розташована висувна регульована опора. Ложа та приклад гвинтівки з ударостійкого армованого пластику. На ствол можливе встановлення дульного гальма — компенсатора або глушника.

## Характеристики
Гвинтівки сімейства Truvelo SR мають такі характеристики:
| Патрон                       | 7,62x51     | .300 W in. Mag | .338 Lapua | 12,7x99 мм | 14,5x114 мм | 20x82 мм |
| Довжина                      |             | 1350 мм        | 1350 мм    | 1700 мм    | 1820 мм     | 1820 мм  |
| Довжина (з глушником)        | 1460 мм     |                |            |            |             |          |
| Довжина ствола               | 762 мм      | 762 мм         | 762 мм     | 1000 мм    | 1000 мм     | 1000 мм  |
| Маса                         | 7,95 кг     | 8,9 кг         | 8,9 кг     | 16 кг      | 20 кг       | 23 кг    |
| Місткість магазина           | 5, 10 патр. | 5 патр.        | 5 патр.    | 5 патр.    | 5 патр.     | 5 патр.  |
| Прицільна дальність стрільби | 1000 м      | 1000 м         | 1200 м     | 1200 м     | 1200 м      | 1500 м   |